# 郭建军 (1965年)
郭建军（1965年12月—），男，汉族，河南鲁山人，历任中国人民解放军甘肃省军区战勤处处长，中国人民解放军青海省军区党委常委、政治部主任，中国人民政治协商会议青海省委员会社会和法制委员会副主任，青海省军区副政委，中国人民解放军火箭军工程大学政委，宁夏军区政委。2022年6月当选为中国共产党宁夏回族自治区委员会常务委员。
第十四届全国人大代表，中国人民政治协商会议青海省第十二届委员会委员、常委，中国共产党宁夏回族自治区第十三届委员会委员，宁夏回族自治区第十三届人民代表大会代表。